# Szwadron Lekkiej Kawalerii płk. Antoniego Gładyszewskiego
Szwadron Lekkiej Kawalerii płk. Antoniego Gładyszewskiego – polski oddział kawalerii wchodzący w skład wojsk powstańczych okresu insurekcji kościuszkowskiej.

## Formowanie
Szwadron sformowany został na przełomie kwietnia i maja 1794 w Warszawie przez płk. Antoniego Gładyszewskiego. 
Początkowo zamierzano zorganizować pułk. Od początku nie przestrzegano zasad werbunku dobrowolnego. Dlatego też cyrkuły warszawskie interweniowały u gen. letjn. Stanisława Mokronowskiego w sprawie uwalniania mieszczan pobranych siłą „z ulicy”. 29 maja szwadron liczył 100 głów; koni nie posiadał. 7 sierpnia szwadron liczył 160 osób i 97 koni. Szwadron we wszystkich raportach nazywany był pułkiem, ale raporty dzienne od 7 do 20 sierpnia wykazują 4 oficerów nadkompletowych, przy których widnieje adnotacja, że są przeznaczeni do drugiego szwadronu. Pod koniec sierpnia wcielono szwadron do VII Brygady Kawalerii Narodowej.

## Żołnierze szwadronu
Organizatorem i dowódcą szwadronu był płk Antoni Gładyszewski.